# Sergej Ivanovič Rudenko

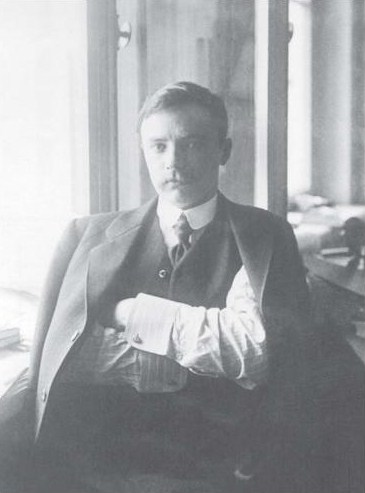
Sergej Rudenko

Sergej Ivanovič Rudenko (in russo Сергей Иванович Руденко?; Charkiv, 16 gennaio 1885 – Leningrado, 16 luglio 1969) è stato un antropologo e archeologo sovietico, di origine ucraina, che scoprì e studiò le molto note tombe scizie della Cultura di Pazyryk in Siberia.

## Biografia
Rudenko fu un seguace della "scuola francese" di antropologia di Paul Broca. Partecipò alla commissione cartografica della Società geografica russa (IRGO) istituita nel 1910. In quell'anno partecipò a una spedizione nel bacino del fiume Ob nell'ovest della Siberia, dove studiò il popolo ostiaco.
Nel 1917 fu uno dei fondatori della Commissione per lo studio della composizione tribale della popolazione delle regioni di frontiera della Russia (KIPS), insieme a diversi colleghi della IRGO.
Rudenko tenne lezioni alla Università di Leningrado dal 1921 al 1954. Nel 1947-1950 e nel 1954 fu inviato, dall'Istituto di Archeologia Sovietica ad esplorare i kurgan nei monti Altaj. Durante lo scavo delle tombe di Pazyryk, scoprì la più spettacolare mummia del mondo. In ossequio al lavoro di Rudenko e al suo uso antropologico, si scoprì ciò che ora si dice appartenga alla cultura di Pazyryk che fiorì tra il VII e il III secolo a.C.
Erodoto e altri scrittori antichi si riferivano all'Altaia come "la montagna d'oro". Era lì che l'inespugnabile cittadella degli sciti giacque nascosta per secoli. Rudenko, tuttavia, fu abbastanza cauto da non assegnare le sue scoperte agli sciti. Attribuì i ritrovamenti del kurgan ai formidabili cavalieri e guerrieri dell'età del ferro, che soprannominò "Pazyryk". Sebbene non abbiano lasciato registrazioni scritte, gli artefatti di Pazyryk si distinguono per un livello sofisticato di abilità artistica e artigianato.
Le tombe Pazyryk scoperte da Rudenko erano quasi in perfetto stato di conservazione. Contenevano scheletri e corpi intatti di cavalli e umani imbalsamati, insieme a una quantità di artefatti, tra cui selle, attrezzature per cavallo, tappeti, abbigliamento, gioielleria, strumenti musicali, amuleti, e un "apparato per fumare canapa". Nelle tombe c'erano anche tessuti di Persia e Cina, che i Pazyryk devono aver ottenuto lungo i loro tragitti di migliaia di chilometri.
In esse vennero rinvenuti due reperti di grande valore:
- il tappeto di Pazyryk
- la principessa di ghiaccio degli Altaj